# Diospyros apeibocarpos
Diospyros apeibocarpos là một loài thực vật có hoa trong họ Thị. Loài này được Raddi mô tả khoa học đầu tiên năm 1820.